# Teretinax mariei
Teretinax mariei is een slakkensoort uit de familie van de Eulimidae. De wetenschappelijke naam van de soort is voor het eerst geldig gepubliceerd in 1886 door Fischer.